# Liste der Biografien/Qu
Liste der Biografien |
Portal Biografien |
Personensuche
# |
A |
B |
C |
D |
E |
F |
G |
H |
I |
J |
K |
L |
M |
N |
O |
P |
Q |
R |
S |
T |
U |
V |
W |
X |
Y |
Z |
?
 
Qa |
Qe |
Qi |
Qo |
Qr |
Qu |
Qv |
Qw |
Qy
 
Qua |
Qub |
Qud |
Que |
Quh |
Qui |
Quj |
Qul |
Qum |
Qun |
Quo |
Qur |
Qus |
Qut |
Quw |
Quy
Die Liste der Biografien führt alle Personen auf, die in der deutschsprachigen Wikipedia einen Artikel haben. Dieses ist eine Teilliste mit 16 Einträgen von Personen, deren Namen mit den Buchstaben „Qu“ beginnt.

## Qu
- Qu Ailin, Methodius (* 1961), chinesischer katholischer Bischof
- Qu Feifei (* 1982), chinesische Fußballspielerin
- Qu Yidong (* 1985), chinesischer Eishockeyspieler
- Qu Yinhua (1935–2016), chinesischer Bergsteiger
- Qu Yunxia (* 1972), chinesische Mittel- und Langstreckenläuferin
- Qu, Bo (* 1981), chinesischer Fußballspieler
- Qu, Chunyu (* 1996), chinesische Shorttrackerin
- Qu, Donghai (* 1973), chinesischer Skilangläufer
- Qu, Dongyu (* 1963), chinesischer Agrarwissenschaftler und Agrarpolitiker, Generalsekretär der FAO (gewählt)
- Qu, Qiubai (1899–1935), chinesischer Funktionär der Kommunistischen Partei
- Qu, Vivian, chinesische Filmproduzentin, -regisseurin und Drehbuchautorin
- Qu, Wanting (* 1983), chinesische Singer-Songwriterin und Schauspielerin
- Qu, Xiaosong (* 1952), chinesischer Komponist
- Qu, You (1341–1427), chinesischer Dichter
- Qu, Yuan († 278 v. Chr.), chinesischer DichterQu Yuan († 278 v. Chr.)

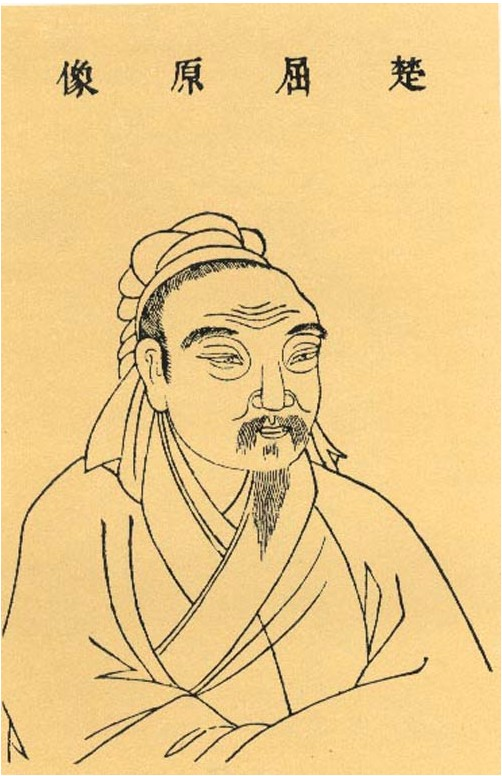
Qu Yuan († 278 v. Chr.)

- Qu, Zimao (* 2001), chinesischer Badmintonspieler